# Osasco (Piemont)
Osasco (piemontesisch Osasch) ist eine Gemeinde in der italienischen Metropolitanstadt Turin (TO), Region Piemont, etwa 30 km südwestlich von Turin.

## Lage und Einwohner
Osasco liegt 43 km südwestlich von Turin in der Po-Ebene, nahe bei der Mündung des Chisone in den Po-Zufluss Pellice, auf einer Höhe von 344 m über dem Meeresspiegel. Das Gemeindegebiet umfasst eine Fläche von 5,46 km² und hat 1154 Einwohner (Stand 31. Dezember 2023).
Die Nachbargemeinden sind Pinerolo (Stadt mit 35.000 Einwohnern), San Secondo di Pinerolo, Bricherasio und Garzigliana.

## Bevölkerungsentwicklung

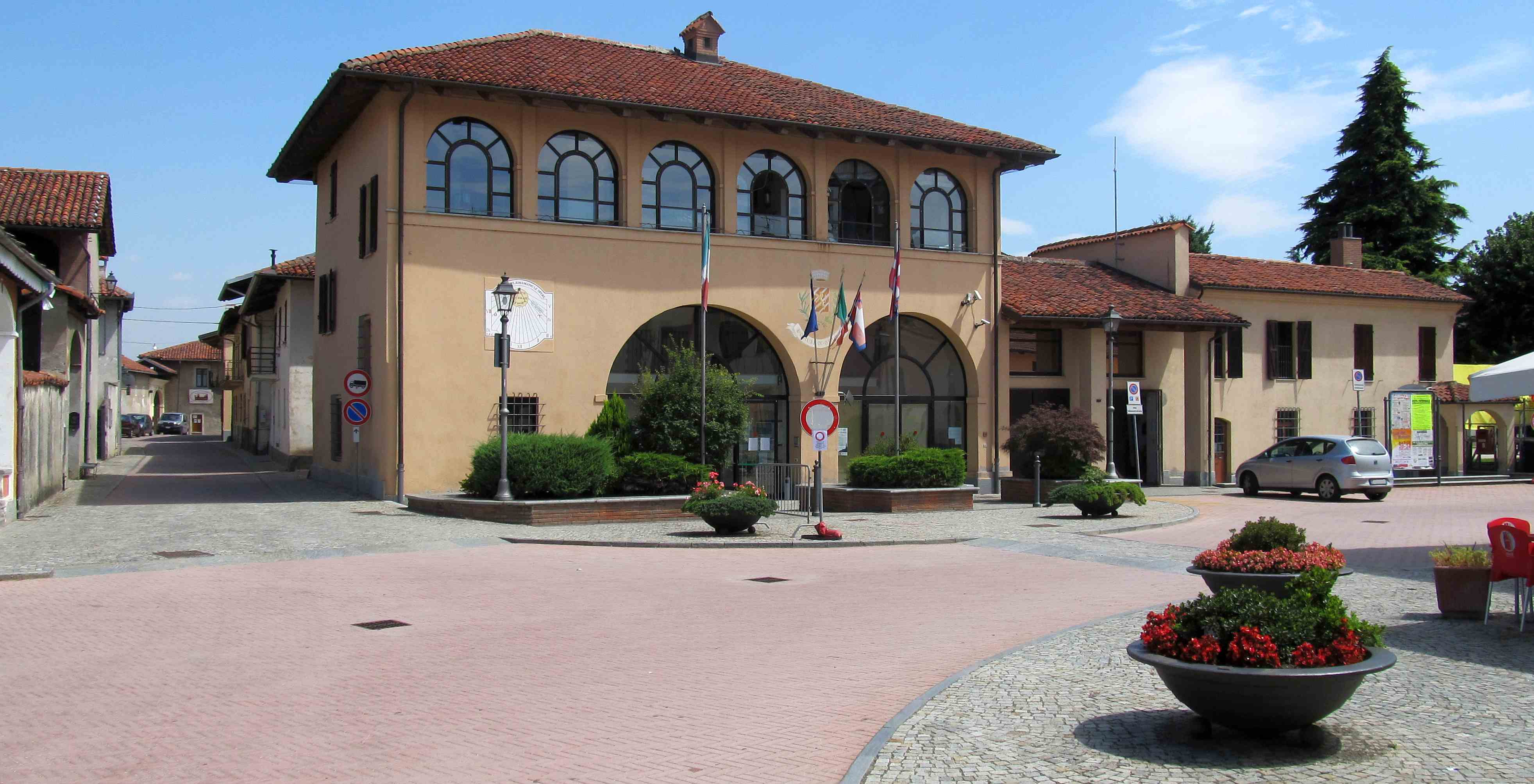
Gemeindehaus

## Gemeindepartnerschaften
- Osasco, Brasilien